# Lijst van Alarmschijven in 2025
Deze hits waren in 2025 Alarmschijf op Qmusic:
| Nr.  | Datum   | Artiest                                    | Titel                           | Hoogste positie in Top 40 | Aantal weken | Aantal punten |
| ---- | ------- | ------------------------------------------ | ------------------------------- | ------------------------- | ------------ | ------------- |
| 2851 | Week 1  | Cameron Whitcomb                           | Medusa                          | *                         | *            | *             |
| 2852 | Week 2  | Son Mieux                                  | Have a Little Faith             | *                         | *            | *             |
| 2853 | Week 3  | Suzan & Freek                              | Ken je dat gevoel               | *                         | *            | *             |
| 2854 | Week 4  | Kensington                                 | A Moment                        | *                         | *            | *             |
| 2855 | Week 5  | Teddy Swims                                | Guilty                          | *                         | *            | *             |
| 2856 | Week 6  | Marshmello & Jonas Brothers                | Slow Motion                     | *                         | *            | *             |
| 2857 | Week 7  | Kygo & OneRepublic                         | Chasing Paradise                | *                         | *            | *             |
| 2858 | Week 8  | Alex Warren                                | Ordinary                        | *                         | *            | *             |
| 2859 | Week 9  | Selena Gomez, Benny Blanco & Gracie Abrams | Call Me When You Break Up       | *                         | *            | *             |
| 2860 | Week 10 | Claude                                     | C'est la vie                    | *                         | *            | *             |
| 2861 | Week 11 | Benson Boone                               | Sorry I'm Here for Someone Else | *                         | *            | *             |
| 2862 | Week 12 | Chappell Roan                              | The Giver                       | *                         | *            | *             |
| 2863 | Week 13 | Nick Schilder & Lucas & Steve              | Something like Magic            | *                         | *            | *             |
| 2864 | Week 14 | Zoë Livay & Snelle                         | Ik zing                         | *                         | *            | *             |
| 2865 | Week 15 | Ed Sheeran                                 | Azizam                          | *                         | *            | *             |
| 2866 | Week 16 | Miley Cyrus                                | End of the World                | *                         | *            | *             |
| 2867 | Week 17 | Emma Heesters                              | Alles wordt beter               | *                         | *            | *             |
| 2868 | Week 18 | Shaboozey & Myles Smith                    | Blink Twice                     | *                         | *            | *             |
| 2869 | Week 19 | Maroon 5 & Lisa                            | Priceless                       | *                         | *            | *             |
| 2870 | Week 20 | Hugel, David Guetta, Kehlani & Daecolm     | Think of Me                     | *                         | *            | *             |
| 2871 | Week 21 | Calvin Harris & Clementine Douglas         | Blessings                       | *                         | *            | *             |
| 2872 | Week 22 | Morgan Wallen & Tate McRae                 | What I Want                     | *                         | *            | *             |
| 2873 | Week 23 | Suzan & Freek                              | Lichtje branden                 | *                         | *            | *             |
| 2874 | Week 24 | Ed Sheeran                                 | Sapphire                        | *                         | *            | *             |
| 2875 | Week 25 | Benson Boone                               | Mystical Magical                | *                         | *            | *             |
| 2876 | Week 26 | Sabrina Carpenter                          | Manchild                        | *                         | *            | *             |
| 2877 | Week 27 | Lewis Capaldi                              | Survive                         | *                         | *            | *             |
| 2878 | Week 28 | Damiano David                              | The First Time                  | *                         | *            | *             |
| 2879 | Week 29 | Justin Bieber                              | Daisies                         | *                         | *            | *             |
| 2880 | Week 30 | Sombr                                      | Undressed                       | *                         | *            | *             |
| 2881 | Week 31 | Alex Warren                                | Eternity                        | *                         | *            | *             |
| 2882 | Week 32 | Chappell Roan                              | The Subway                      | *                         | *            | *             |
| 2883 | Week 33 | Katseye                                    | Gabriela                        | *                         | *            | *             |
| 2884 | Week 34 | Marshmello & Jelly Roll                    | Holy water                      | *                         | *            | *             |
| 2885 | Week 35 |                                            |                                 | *                         | *            | *             |
| 2886 | Week 36 |                                            |                                 | *                         | *            | *             |
| 2887 | Week 37 |                                            |                                 | *                         | *            | *             |
| 2888 | Week 38 |                                            |                                 | *                         | *            | *             |
| 2889 | Week 39 |                                            |                                 | *                         | *            | *             |
| 2890 | Week 40 |                                            |                                 | *                         | *            | *             |
| 2891 | Week 41 |                                            |                                 | *                         | *            | *             |
| 2892 | Week 42 |                                            |                                 | *                         | *            | *             |
| 2893 | Week 43 |                                            |                                 | *                         | *            | *             |
| 2894 | Week 44 |                                            |                                 | *                         | *            | *             |
| 2895 | Week 45 |                                            |                                 | *                         | *            | *             |
| 2896 | Week 46 |                                            |                                 | *                         | *            | *             |
| 2897 | Week 47 |                                            |                                 | *                         | *            | *             |
| 2898 | Week 48 |                                            |                                 | *                         | *            | *             |
| 2899 | Week 49 |                                            |                                 | *                         | *            | *             |
| 2900 | Week 50 |                                            |                                 | *                         | *            | *             |
| 2901 | Week 51 |                                            |                                 | *                         | *            | *             |
| 2902 | Week 52 |                                            |                                 | *                         | *            | *             |

1969 ·
1970 ·
1971 ·
1972 ·
1973 ·
1974 ·
1975 ·
1976 ·
1977 ·
1978 ·
1979 ·
1980 ·
1981 ·
1982 ·
1983 ·
1984 ·
1985 ·
1986 ·
1987 ·
1988 ·
1989 · 
1990 · 
1991 · 
1992 · 
1993 · 
1994 · 
1995 · 
1996 · 
1997 · 
1998 · 
1999 · 
2000 · 
2001 · 
2002 · 
2003 · 
2004 · 
2005 · 
2006 · 
2007 · 
2008 · 
2009 ·
2010 ·
2011 ·
2012 ·
2013 ·
2014 ·
2015 ·
2016 ·
2017 ·
2018 ·
2019 ·
2020 ·
2021 ·
2022 ·
2023 ·
2024 ·
2025